# Chrysoperla lucasina
Chrysoperla lucasina är en insektsart som först beskrevs av Marc Lacroix 1912.  Chrysoperla lucasina ingår i släktet Chrysoperla och familjen guldögonsländor. Inga underarter finns listade i Catalogue of Life.